# Asterix (videojuego)
Asterix es un videojuego desarrollado por Bit Managers y distribuido por Infogrames para la Nintendo Entertainment System y la Game Boy en 1993. El videojuego está basado en la serie de historietas Asterix y es parte de una serie de videojuegos de esta licencia. Este videojuego sólo está disponible en PAL debido a su publicación exclusiva en Europa.